# Smoushond holandês
Smoushond holandês[Nota] (em neerlandês:  Hollandse Smoushond) é uma raça canina oriunda da Holanda. Não se sabe exatamente a sua origem, mas é de conhecimento que foi reconhecida como raça no começo do século XX, devido à sua alta popularidade em sua terra natal. Todavia, foi declarada extinta após a Segunda Guerra Mundial. Tendo reaparecido ou sido recriada, é classificada como excelente caçadora de roedores, embora não seja uma terrier. Sua agressividade é considerada alta, e ainda assim é tida como raça de companhia. Seus exemplares podem chegar a medir 42 cm e pesar 10 kg.